# Viking (satellite)
Pour les articles homonymes, voir Viking (homonymie).

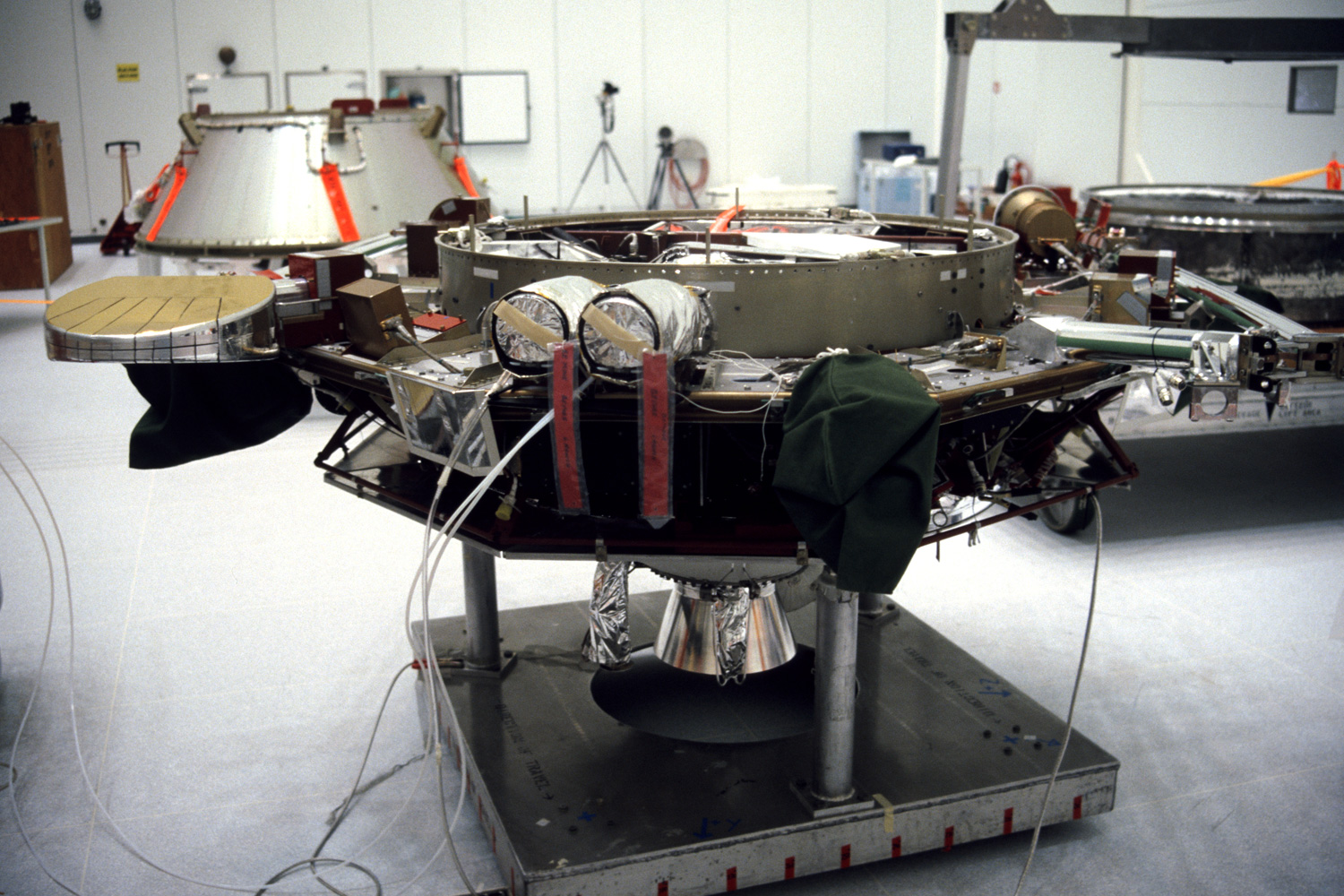
Le satellite Viking en cours d'assemblage. La tuyère de son moteur est visible dans sa partie inférieure.

Viking est le premier satellite artificiel suédois. Il est lancé par une fusée Ariane 1 le 22 février 1986 en même temps que le satellite français SPOT-1. Viking a été conçu pour étudier les interactions entre le vent solaire et la magnétosphère terrestre. Le satellite devait prendre le relais de recherches menées sur le sujet jusque-là grâce à des fusées-sondes.

## Contexte et objectifs
Pour prendre en compte la croissance rapide du marché des services par satellite du début des années 1980, le gouvernement suédois décide d'augmenter fortement le budget national consacré à l'activité spatiale afin de permettre à l'industrie suédoise de conquérir des parts de marché dans ce secteur. La réalisation du premier satellite suédois est ainsi décidée. Le choix se porte sur un satellite scientifique d'étude de la magnétosphère et de l'ionosphère car la recherche suédoise excelle dans ce domaine. Au début des années 1970 un satellite, baptisé le satellite suédois et ayant des objectifs similaires, avait été étudié par Saab (il devait être lancé par une fusée Scout) mais me projet n'avait pas reçu de soutien politique et avait du être abandonné.
Le projet Viking est lancé début 1978. Les premières discussions ont lieu durant le conseil Intercosmos organisé par l'Académie des sciences d'URSS. Il s'agit de réaliser une mission conjointe destinée à étudier la magnétosphère terrestre et baptisée M-SAT. Une étude de faisabilité de M-SAT est réalisée sous la responsabilité d'une part de SAAB et Swedish Space Corporation, d'autre part de Boeing qui met à disposition la technologie de ses plateforme S-3 (Small Secondary Satellite). En septembre 1979 la mise en orbite par un lanceur soviétique est abandonnée et les responsables optent pour un lancement par une fusée Ariane. Le gouvernement donne son accord au projet en août 1980 et un contrat est signé avec SAAB le 1er septembre 1980. La plateforme du satellite est fournie par Boeing en décembre 1982 et des tests du satellites sont réalisés à l'établissement ESTEC de l'Agence spatiale européenne en juillet 1983. Viking doit être lancé en tant que charge utile secondaire par une fusée Ariane qui doit mettre en orbite le premier satellite SPOT. La mise au point de ce dernier prend du retard et le lanceur est victime d'une défaillance qui retarde le vol. Viking est stocké jusqu'à son expédition à Kourou qui intervient en août 1985.

## Objectifs
La Scandinavie septentrionale est une des régions les plus favorables pour l'observation du couplage de l'énergie entre le Soleil et l’atmosphère terrestre. En effet les aurores polaires qui peuvent y être observées constituent un point focal de ce processus avec environ 1011 watts libérés. Depuis plusieurs siècles plusieurs scientifiques scandinaves tels qu'Anders Celsius, Kristian Birkeland, Christopher Hansteen, Anders J. Ångström et Hannes Alfvén ont étudié ces phénomènes. Les régions dans lesquelles se produisent les aurores polaire sont le siège d'un système complexe et mouvant de plasmas qui interagissent avec les champs magnétiques et les courants électriques. Les objectifs du programme Viking sont d'étudier d'une part les processus à grande échelle tels que la convection du plasma, les systèmes de courant globaux et la morphologie de l'aurore polaire d'autre part les processus à petite échelle tels que l'accélération des particules, les interactions ondes-particules, les chocs de structure, la structure fine des courants ou le rayonnement kilométrique auroral. Les instruments de Viking sont conçus pour effectuer des mesures à très haute résolutions des champs électriques et magnétiques, des particules énergétiques, des ondes de plasma et des émissions dans l'ultraviolet. L'orbite du satellite est choisie pour mesurer in situ les plasmas aux altitudes intermédiaires (entre 1 et 2 rayons terrestres) qui n'ont jusque là pas été étudiés par les satellites et qui constituent le siège de processus clés.

## Caractéristiques techniques
Le satellite Viking est conçu pour se placer entre l'adaptateur du lanceur Ariane 1 et le satellite principal SPOT. Fixé sur l'adaptateur du lanceur il dispose lui-même d'un adaptateur sur lequel est fixé SPOT. Le satellite a la forme d'un disque comportant 8 coins d'un diamètre de 190 cm pour une hauteur de 50 cm. Il est stabilisé par mise en rotation et ce mouvement est maintenu à l'aide de magnéto-coupleurs. Ses panneaux solaires d'une superficie de 2,2 m2 lui fournissent une énergie de 85 watts qui sont stockés dans une batterie nickel-cadmium d'une capacité de 12 Ah. Il pèse en tout 530 kg et de 286 kg sans le système de propulsion. Il emporte 60 kg d'instruments scientifiques développés par des équipes scientifiques de plusieurs pays.

## Déroulement de la mission
Viking est placé en orbite le 22 février 1986 par une fusée Ariane 1 (vol V36) sur une orbite polaire elliptique très excentrique de 814 km de périgée et 13 530 km d'apogée avec une inclinaison de 98°70. Le satellite fonctionne jusqu'au 12 mai 1987 dépassant de 200 jours sa durée de vie nominale. Il a parfaitement rempli sa mission : un grand nombre de données ont été enregistrées sur les aurores boréales et il a permis de reconstituer l'ensemble du cycle de vie de ce phénomène.